# Morti nel 1042
| Questa pagina contiene informazioni ricavate automaticamente dalle voci biografiche con l'ausilio del template Bio e di un bot. L'aggiornamento è periodico e automatico e ricostruisce completamente la pagina. Se manca una persona in questa lista, sei pregato di non aggiungerla, ma accertati piuttosto che la sua voce biografica contenga il template Bio e che i dati anagrafici siano correttamente compilati. Se il template Bio manca, inseriscilo tu stesso o, in alternativa, metti l'avviso {{tmp\|Bio}} che ne segnala la mancanza. Se i dati riportati sono sbagliati, correggi direttamente la voce biografica; le modifiche saranno visibili in questa lista entro pochi giorni. Per chiarimenti vedi il progetto biografie. La lista contiene solo le 11 persone che sono citate nell'enciclopedia e per le quali è stato implementato correttamente il template Bio. Pagina aggiornata al 26 feb 2025. |

- 24 gennaio - Abu al-Qasim Muhammad ibn Abbad, sovrano arabo
- 8 giugno - Canuto II d'Inghilterra, sovrano danese
- 24 agosto - Michele V il Calafato, imperatore bizantino (n. 1015)
- 28 settembre - Poppone, patriarca cattolico tedesco
- Costantino Dalasseno, generale e funzionario bizantino
- Federico I di Goseck, nobile tedesco
- Giovanni V di Napoli, nobile
- Guglielmo III del Monferrato, sovrano italiano (n. 970)
- Pardo, militare bizantino
- Ratibor, sovrano obodrita
- Sigtrygg Barba di Seta, sovrano norrena